# Gauliga Baden 1944/45
De Gauliga Baden 1944/45 was het twaalfde en laatste voetbalkampioenschap van de Gauliga Baden. Door de perikelen in de Tweede Wereldoorlog werd het kampioenschap niet voltooid. Er zijn enkel uitslagen bekend uit de groep Nordbaden. Na de oorlog gingen de clubs in de nieuwe Oberliga Süd spelen.

## Eindstand
| Plaats | Club                               | Wed. | W | G | V | Saldo | Ptn. |
| ------ | ---------------------------------- | ---- | - | - | - | ----- | ---- |
| 1      | SV Waldhof                         | 8    | 8 | 0 | 0 | 24:5  | 16:0 |
| 2      | VfR Mannheim                       | 7    | 5 | 0 | 2 | 31:10 | 10:4 |
| 3      | VfTuR Feudenheim                   | 8    | 4 | 0 | 4 | 25:31 | 8:8  |
| 4      | KSG VfL Neckarau/SpVgg 07 Mannheim | 8    | 1 | 0 | 7 | 14:35 | 2:14 |
| 5      | FG Union Heidelberg                | 7    | 0 | 0 | 7 | 2:15  | 0:14 |
| 6      | KSG Käfertal/Phönix1               | 2    | 1 | 0 | 1 | 5:3   | 2:2  |